# Ecotone
Ecotone (tot november 2020 bekend als Royal Wessanen NV) is een voedingsmiddelenconcern dat voornamelijk actief is op de Europese markt voor biologische voedingsproducten. Het bedrijf is opgericht in het Nederlandse Wormerveer in 1765 en heeft het huidige hoofdkantoor in Frankrijk. Het bedrijf werd in 2019 overgenomen door PAI Partners en verdween daarmee van de Amsterdamse aandelenbeurs.

## Activiteiten
Wessanen is zowel een distributie- als een productiebedrijf van natuurlijke en biologische producten.
In Europa is Wessanen actief in:
- Benelux (Wessanen Benelux)
- Duitsland (Wessanen Duitsland, Allos, Tartex, Dr.Ritter en CoSa Naturprodukte)
- Frankrijk (Bjorg, Bonneterre & Compagnie)
- Italië (Bio Slym en Abafoods)
- Spanje (Biogran)
- Verenigd Koninkrijk (Kallo Foods en Clipper Teas)

Merken van Wessanen zijn Abbot Kinney's, Allos, Alter Eco, Bjorg, Bonneterre, Clipper, De Rit, Destination, El Granero, Gayelord Hauser, Isola Bio, Kallø, Mrs Crimble's, Piramide, Tartex, Whole Earth en Zonnatura. Behalve voor eigen merken verzorgt Wessanen ook de marketing en distributie van andere merken. In Nederland zijn dat Patak's, Blue Dragon, Schär en Royal Mail.
In 2018 had het bedrijf een jaaromzet van ruim 600 miljoen euro. Frankrijk is de grootste afzetmarkt, hier wordt meer dan de helft van de omzet gerealiseerd. Het aandeel van Nederland is minder dan 10%. Er werkten 1360 mensen op 31 december 2018. Per jaarultimo 2018 was de beurswaarde € 612 miljoen (2017: € 1307 miljoen). Harborside, van de Amerikaan Charlie Jobson, is al jaren de grootste aandeelhouder met een minderheidsbelang van 20 à 25%. In maart 2019 deed de Franse investeerder PAI, na afstemming met Jobson, een bod van € 11,50 per aandeel Wessanen.

## Geschiedenis

### Wessanen & Laan
Wessanen & Laan werd opgericht in 1765 door kaashandelaar Adriaan Wessanen en zijn neef Dirk Laan als handelsonderneming in mosterd-, kanarie- en andere zaden. Dirk Laan had namelijk in een zaadhandel gewerkt en wilde deze aanvankelijk in eigen beheer voortzetten, maar hij vond mede-erfgenaam Wessanen op zijn weg. De samenwerking was voor beiden gunstig: Wessanen had geld en Laan had kennis van zaken. In de beginjaren werd de groei van het bedrijf onder andere bepaald door een toename in populariteit van zangvogels. In 1789 trad Adriaan Wessanen uit de firma, maar zijn naam bleef gehandhaafd.
Na de crisis tijdens de napoleontische tijd trok de economie weer aan en, hoewel de handel in mosterd- en kanariezaad voorlopig nog het belangrijkst bleef, kwam de handel in tarwe, haver, gort en tuinzaden daarbij. Vanaf 1824 werden koloniale waren aangevoerd door de Nederlandsche Handel-Maatschappij. Aldus ontstond belangstelling voor de handel in Javarijst. In 1839 begon men met de verwerking van zaden. Vanaf 1831 gebeurde dit door Albert Vis. Latere werd de oliemolen Het Fortuin gekocht, evenals oliemolen De Hoop. Deze molens werden gesloopt in 1899 respectievelijk 1901. Ook rijst- en gortpelmolens werden aangeschaft. De eerste pelmolen was De Prinses, die in 1841 werd gekocht. Deze pelde gerst en rijst. De Prinses verbrandde in 1869 en werd vervangen door De Jonge Prinses. In 1857 werd een stoomoliefabriek (Tijd en Vlijt) en in 1860 de stoommeelfabriek De Vlijt opgericht, beide aan de Noorddijk te Wormerveer. Ook werd nog een stoomrijstpellerij (De Unie, uit 1872) te Wormer), een cacaofabriek en een margarinefabriek opgezet. In 1865 waren er 100 mensen in dienst bij Wessanen & Laan en was de firma meelmaalder, oliefabrikeur, rijst- en gortpeller, handelaar in kaas en dien aankleve en handelaar in granen en (kanarie-)zaden. In 1865 brandde stoommeelfabriek "De Vlijt" af. De fabriek werd echter op moderne wijze herbouwd en men begon het pel- en maalproces ook wetenschappelijk te bestuderen. In 1912 was er opnieuw brand. Bij De Vlijt hoorden de pakhuizen: "Korenaar", "Muur", "Nieuw- en oud Polen" en "Odessa".
Omstreeks 1900 werd de graan- en zaadhandel opgeheven. Men concentreerde zich geheel op industriële activiteiten, met name de rijstpellerij. In 1913 werd de firma omgezet in de N.V. Vereenigde Fabrieken v/h Wessanen & Laan. In 1916 kortte de familie Laan de bedrijfsnaam af tot N.V. Wessanen's Koninklijke Fabrieken. De grondstoffencrisis in de Eerste Wereldoorlog en de daarop volgende Russische Revolutie maakten het noodzakelijk naar nieuwe grondstoffen om te zien. Dit werden bonen en tapioca, terwijl de rijstpellerijen ingezet werden voor de productie van havermout.

### Mengvoeder
Wessanen verkocht zijn graanafval en zijn lijnmeel en veekoeken aan veehouders. De lijnkoeken werden daartoe nog bewerkt (gebeukt). Geleidelijk ging men over tot het mengen van graanafval en veekoeken tot eenvoudige runderbrokken. Het lijnzaad werd in grote hoeveelheden uit Argentinië ingevoerd. Toen dit land tijdens de Tweede Wereldoorlog begon met het zélf produceren van lijnolie werden de lijnolie en -koeken tegen lage prijzen in Europa verkocht, waardoor de lijnolie-industrie aldaar tot een einde kwam.
Toen de op wetenschappelijke basis samengestelde mengvoeders opkwamen, ging Wessanen zich eveneens met de productie ervan bezighouden. In 1938 werd daartoe de Veevoederfabriek "De Pijl" aan het concern toegevoegd, om de vrijkomende zemelen en veekoeken te verwerken tot veevoer. De fabriek werd omgedoopt in De Ster. Grondstoffenschaarste tijdens de Tweede Wereldoorlog vergrootte de noodzaak om te mengen. Het aantal ingrediënten nam toe van 4 à 5 tot 12 in de jaren volgend op de Tweede Wereldoorlog.
In 1955 bracht Wessanen een melkproduct op de markt dat verrijkt was met melkvreemde vetten en goedkoper was dan koemelk. Dit werd verkocht onder de namen Fokkamel en Nukamel als opfokmelk voor kalveren. Dit product was een succes en leidde tot de oprichting van fabrieken in België en Frankrijk (1961), Italië (1965 en 1967 en Spanje (1971). Wessanen ging zich sterk toeleggen op de veehouderij. Men nam slachterijen en vleesverwerkers over, zoals de Nieuwe Vlees Combinatie en de Darmenhandel Twente. Ook ging men contracten aan met veehouders die in opdracht van Wessanen produceerden. Uiteindelijk trok het bedrijf zich eind jaren 70 van de 20e eeuw uit de agrarische sector terug en ging zich geheel op consumentenproducten richten. De mengvoederfabrieken werden verkocht aan Brokking.

### Na 1970
Wessanen kocht tussen 1972 en 2003 meer dan twintig ondernemingen op, voornamelijk in de voedingsmiddelenindustrie. Men nam onder andere belangen in de Verenigde Staten in fabrieken voor consumptie-ijs en andere zuivelproducten. In 1992 werden de meelfabrieken verkocht aan Meneba. In 1993 fuseerde Wessanen met de destilleerder Bols, onder hevig protest van de aandeelhouders die niets zagen in deze fusie. De onderneming ging verder onder de naam BolsWessanen. Vijf jaar later bleek de combinatie te zijn uitgelopen op een mislukking. Bols werd verkocht en Wessanen ging verder onder de oude naam. In de tussentijd raakte het bedrijf in de problemen en daalde de winst en de beurskoers structureel door gebrekkig management. Na zes winstwaarschuwingen op rij stapte de bestuursvoorzitter Mac Zondervan in 2003 op.
In 2014 verkocht Wessanen Natudis (waaronder de Nederlandse franchiseketen Natuurwinkel en het huismerk Ekoland valt), Kroon en Hagor aan Vroegop Ruhe & Co.
In Noord-Amerika was Wessanen actief in de Verenigde Staten (American Beverage Corporation); dit onderdeel is verkocht voor 55 miljoen dollar aan de Harvest Hill Beverage Company. De verkoop van 'ABC' werd afgerond op 31 maart 2015.

## Overname door PAI
In maart 2019 werd bekend dat een consortium onder leiding van private-equity-investeerder PAI Partners Wessanen wil overnemen voor € 11,50 per aandeel. In augustus stemden de aandeelhouders van Wessanen in met het bod. Ruim 50 miljoen aandelen Wessanen zijn aangeboden ofwel 66% van het uitstaand aandelen kapitaal en grootaandeelhouder Charles Jobson, met 26% van de aandelen, zijn ingegaan op het bod. In september 2019 was dus ruim 90% van de aandelen aangemeld en PAI Partners deed het bod op Wessanen gestand. De beursnotering van Wessanen werd op 1 november 2019 beëindigd. 

## Leiding van de onderneming

### Bestuursleden
Vanaf 15 januari 2014 volgde Christophe Barnouin Piet Hein Merckens op. Merckens was per juni 2010 als CEO aangetreden. Merckens was zijn carrière begonnen te zijn bij P&G heeft hij 11 jaar bij Sara Lee/Douwe Egberts gewerkt, laatstelijk als algemeen directeur Nederland en ook verantwoordelijk voor koffie/thee in Polen en Griekenland.
In februari 2009 is Frans Koffrie aangetreden als interim bestuursvoorzitter nadat Ad Veenhof per direct zijn functie heeft neergelegd. De reden was "een verschil van inzicht over de manier waarop het bedrijf geleid moet worden". Begin 2014 stapte Koffrie op na 13 jaar president-commissaris bij Wessanen te zijn geweest. Wessanen wilde de bestuursstructuur om gooien en de raad van bestuur en raad van commissarissen samenvoegen tot één directie. Na fel protest van grootaandeelhouder Delta Partners, met 25% van de aandelen, stapt Koffrie op.

### Raad van bestuur
- Christophe Barnouin, CEO
- François de Gantes, CFO

### Raad van commissarissen
- Frank van Oers, voorzitter
- Marjet van Zuijlen, vicevoorzitter
- Rudy Kluiber
- Ivonne Rietjens